# Cuisine des Salomon
La cuisine des Îles Salomon s'est développée au cours de plus de 5 000 ans d'occupation et d'influences extérieures. Les Espagnols ont apporté du bétail aux îles, les Asiatiques et les Indiens des épices, des légumes et des fruits exotiques. Les îles Salomon ont ensuite été colonisées par les Anglais, qui ont laissé leur propre empreinte culinaire. 
Les principales occupations des habitants sont la pêche et l'agriculture, c'est pourquoi le poisson, les noix de coco, le manioc, les patates douces et une variété de fruits et légumes figurent dans la cuisine locale.

## Caractéristiques générales
Les techniques de cuisson comprennent la cuisson au four, l'ébullition et la friture. Des plats spéciaux sont préparés à partir de toutes sortes d'ingrédients. Le poisson est la viande de base de la cuisine des Îles Salomon. En général, toute viande est cuite et servie avec des patates douces, du riz, des racines de taro, du manioc, des feuilles de taro et de nombreux autres légumes. Outre la cuisine traditionnelle locale, de nombreux plats de la culture européenne et asiatique peuvent être facilement trouvés et servis dans n'importe quel restaurant ou foyer de ce pays.

## Plats remarquables
Les plats typiques des îles Salomon comprennent :
- L'ulu (fruit à pain), peut être servi avec n'importe quel plat.
- Les bananes et autres fruits exotiques, parfois enveloppés dans du manioc perlé et servis avec de la crème fouettée ou du caramel[4].
- Le poi, préparé avec des racines de taro fermentées, servi lors de toute célébration salomonienne. Ce plat peut être servi avec du poulet ou du poisson, ou préparé comme une bouillie. Le tapioca ou le manioc perlé sont également fréquemment servis pendant les fêtes, généralement servis comme un pudding[5].